# Зловісний близнюк
«Зловісний близнюк» (англ. Bad Twin) — роман американського письменника Лоренса Шеймса (англ. Laurence Shames), що оповідає про події, що відбуваються в світі серіалу « Загублених». Роман написаний під псевдонімом Гарі Трауп (англ. Gary Troup).

## Сюжет
Кліффорд Відмор, спадкоємець впливової династії Відморів, доручає Нью-Йоркському детективу Полу Артізану знайти його зниклого брата-близнюка Зандера Відмора, який зник при загадкових обставинах. Полу доводиться обійти весь світ в пошуках Зандера, і незабаром він розуміє, що ситуація куди складніша, ніж він припускав. Тепер Полу доводиться не тільки розшукати зниклого Зандера, але і спробувати залишитися в живих.

## Зв'язок із серіалом
За сюжетом ARG «The Lost Experience» автором книги є Гарі Трауп, який летів 815 рейсом із Сіднея в Лос-Анджелес, щоб передати «Зловісного близнюка» до редакції видавництва «Hyperion Publishing». Коли літак зазнав аварії, Траупу вдалося уціліти, але буквально через кілька хвилин після катастрофи його затягнуло в двигун, і він загинув. Чернетку знаходить Герлі в епізоді «The Long Con». Пізніше її читає і  Соєр. Коли Джек вимагає у Соєра повернути вкрадену зброю, він спалює останні 10 сторінок роману, залишаючи нез'ясованою кінцівку — це відбувається в епізоді «Two for the Road». Джек не мав поняття про те, що автор загинув і твір не був опублікований. Згідно всесвіту франшизи, роман все-таки був опублікований видавництвом «Walkabout Publishing».

## Цікаві факти
- Вперше про династію Відморів, а також про конгломераті компаній (які належать династії), було сказано в самому серіалі.
- У книзі згадуються компанії і організації з серіалу.
- До того, як було відомо ім'я справжнього автора книги, ходив міф про те, що її написав Стівен Кінг.

## Зв'язок з цифрами
Числа 4 8 15 16 23 42 часто зустрічаються в найнесподіваніших місцях і комбінаціях:
- Зандер народився 15 серпня, а Кліфф — 16 серпня, з різницею в 23 хвилини.
- Код для дверей в корпорації Відмор — # 81516.
- «Фонд Гансо» знаходиться на 42 поверсі будівлі Відмор.
- Кліфф починає пошуки Зандера після 4 місяців його зникнення, що трапилось 15 квітня.